# Begonia cremnophila
Espèce
Begonia cremnophila est une espèce de plantes de la famille des Begoniaceae.
Elle a été décrite en 2013 par Mark C. Tebbitt.